# Potorous platyops
Potorous platyops — вимерлий вид сумчастих, що колись жив в Австралії. Перший екземпляр 1839 року дістав та 1844 року описав британський учений Джон Гульд, але навіть тоді вид був рідкісним, і за весь час зібрали лише незначну кількість екземплярів, останній — у 1875 році. Субфосильні рештки свідчать, що спочатку Potorous platyops мав значне поширення від напівпосушливих берегових районів Південної Австралії до узбережжя Західної Австралії, і, ймовірно, північніше до півострова Норт-Вест-Кейп.
Оселища Potorous platyops майже зовсім не відомі. Вид, вочевидь, уникав плодючих лісових ділянок, які населяли його родичі: Potorous tridactylus та Potorous longipes.
Збережені екземпляри вказують на те, що вид був меншим за інших представників роду Potorous: приблизно 24 см завдовжки, хвіст — 18 см. Шкіра була попелясто-сірою зверху та брудно-білою на животі. За формою тіла був схожий на великого пацюка. Вуха були маленькими та заокругленими, морда була досить короткою, щоки були помітно надутими.